# وادي العرعار
وادي العرعار قرية صغيرة على بعد 14 كلم عن مدينة قعفور وتقع على الطريق المؤدية إلى مدينة الفحص وعلى واد يحمل نفس الاسم. سكانها من الوسالتية. وتعرف بكثرة المهاجرين من أبنائها إلى إيطاليا.